# 카프로니
카프로니(이탈리아어: Caproni)는 이탈리아에 있었던 항공기 제조업체이다. 주요 작전 기지는 밀라노 외곽의 리나테 공항 근처 탈리에도에 있었다.
1908년 조반니 바티스타 카프로니가 설립한 이 회사는 1차 세계 대전 중에 여러 대의 중폭격기를 성공적으로 생산했다. 전쟁 기간 동안 여러 다른 항공 회사를 인수한 후 카프로니는 밀라노에 있는 "Società Italiana Caproni"라는 대규모 항공 중심 신디케이트로 변모했다. 항공기의 대부분은 폭격기와 수송기였다. 이는 열 제트로 구동되는 실험용 항공기인 카프로니 캄피니 N.1의 개발에서 선구적인 역할을 했다. 제2차 세계 대전 동안 추축국에 많은 수의 전투기를 제공했다. 이 회사는 전후 시대에 번영하지 못했고 "Società Italiana Caproni"는 1950년에 폐업했다. 회사의 이전 자산 중 상당수는 이후 이탈리아 헬리콥터 전문업체인 아구스타(Agusta)에 인수되었다.